# 大拿坡里聖加大肋納堂

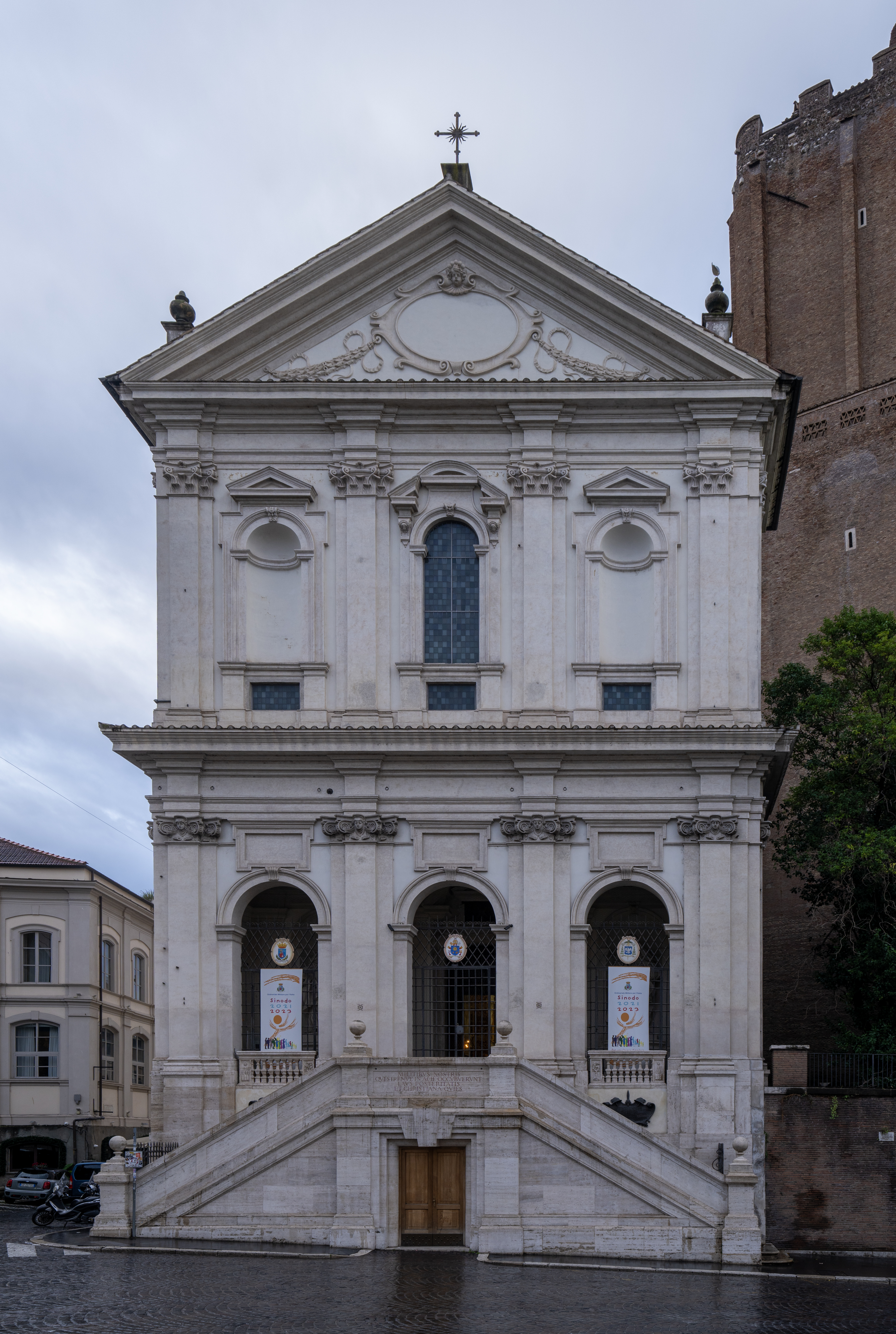
大拿坡里聖加大肋納堂，背景为民兵塔

大拿坡里聖加大肋納堂（義大利語：Santa Caterina a Magnanapoli）是罗马的一座16世纪教堂，供奉聖加大肋納，位于奎利那雷山大拿坡里（Magnanapoli）广场。天主教意大利军中教长区总部设于此。
该堂创建于1575年，属于毗邻的道明会修女院（今为道明会的宗座聖多瑪斯大學）。目前的教堂于1608年动工修建，由卡洛·马代尔诺设计。1613年停建，1628年恢复建造，次年马代尔诺去世，改由Giovanni Battista Soria完成。

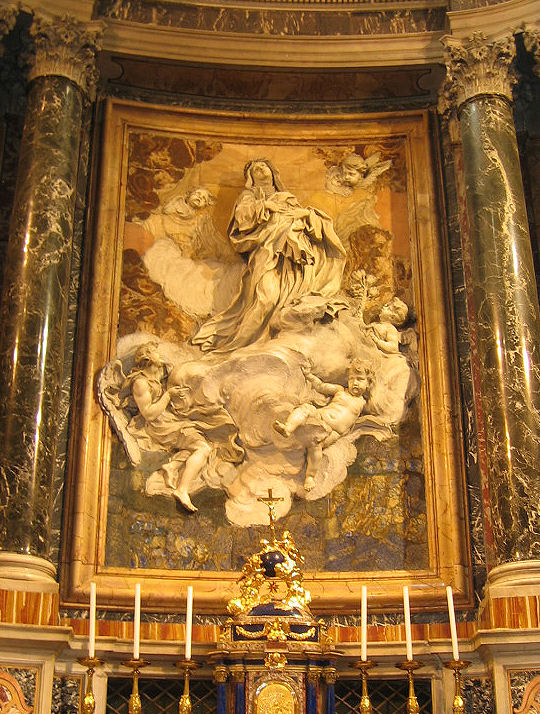